# 클루지주

주 문장

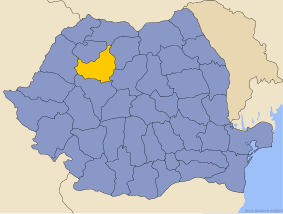
클루지 주의 위치

클루지주(루마니아어: Judeţul Cluj)는 루마니아 북서부 트란실바니아 지방에 위치한 주로, 주도는 클루지나포카이며 면적은 6,674km2, 인구는 702,755명(2002년 기준), 인구 밀도는 105명/km2, ISO 3166-2 코드는 RO-CJ이다. 동쪽으로는 무레슈 주와 비스트리차너서우드 주, 서쪽으로는 비호르 주, 북쪽으로는 설라지 주와 마라무레슈 주, 남쪽으로는 알바 주와 접하며 5개 시와 1개 마을, 75개 지방 자치체를 관할한다.
주 전체 인구 가운데 79.4%는 루마니아인이며 헝가리인은 주 전체 인구의 17.4%, 로마인은 주 전체 인구의 2.8%를 차지한다.